# Бонвил (Франция)
Вижте пояснителната страница за други значения на Бонвил.
Бонвѝл (на френски: Bonneville) е град в югоизточна Франция, административен център на окръг Бонвил в департамента От Савоа на регион Оверн-Рона-Алпи. Населението му е около 13 000 души (2019).
Разположен е на 450 метра надморска височина в Долината на Арв, на 25 километра югоизточно от Женева и на 30 километра североизточно от Анси. Селището е основано през 1262 година от савойския граф Пиер II и през следващите десетилетия се утвърждава като главен град на областта Фосини, присъединено е към Франция през 1860 година. Бонвил е един от центровете на агломерацията около Клюз с общо население около 92 хиляди души.